# Eyzin-Pinet
Eyzin-Pinet è un comune francese di 2 301 abitanti situato nel dipartimento dell'Isère della regione dell'Alvernia-Rodano-Alpi.

## Società

### Evoluzione demografica
Abitanti censiti